# Liste der Baudenkmäler in Tirschenreuth

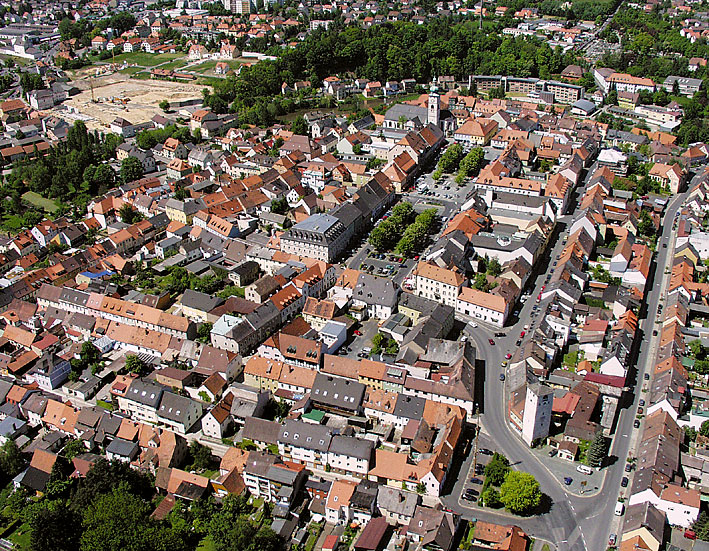
Blick auf den Stadtkern von Süden

Auf dieser Seite sind die Baudenkmäler in der Oberpfälzer Stadt Tirschenreuth zusammengestellt. Diese Tabelle ist eine Teilliste der Liste der Baudenkmäler in Bayern. Grundlage ist die Bayerische Denkmalliste, die auf Basis des Bayerischen Denkmalschutzgesetzes vom 1. Oktober 1973 erstmals erstellt wurde und seither durch das Bayerische Landesamt für Denkmalpflege geführt wird. Die folgenden Angaben ersetzen nicht die rechtsverbindliche Auskunft der Denkmalschutzbehörde.

## Ensembles

### Ensemble Maximilianplatz
Der langgestreckte, ungewöhnlich breite, von Süden nach Norden ansteigende Marktplatz entstammt einer im 14. Jahrhundert erfolgten planmäßigen Erweiterung der schon 1130 urkundlich erwähnten Siedlung und bildet das Zentrum des Stadtbereichs.
Benannt wurde er in Andenken an den 1864 verstorbenen König Maximilian. Die meist zweigeschossige traufseitige Bebauung, nach dem Stadtbrand von 1814 wiederhergestellt, vermittelt am Maximilianplatz noch heute den Eindruck einer Oberpfälzer Ackerbürgerstadt, der 1364 durch das Kloster Waldsassen das Stadtrecht verliehen wurde. Aus dem Gefüge der meist schlichten Fassaden ragt das dreigeschossige Rathaus von 1582/83 heraus; die Pfarrkirche Mariä Himmelfahrt am Nordwestende des Marktes hat selbst keinen Anteil an der Platzwandbildung, setzt aber durch den erhöhten Baukörper und ihren Formenreichtum einen Akzent innerhalb des Platzbildes. Störungen im historischen Platzgefüge haben Gebäudeaufstockungen in der Nachkriegszeit, wie der maßstabsprengende Bau des Sparkassengebäudes, bewirkt. Die im Wesentlichen moderne Platzgestaltung mit zwei kleinen kastanienbepflanzten Promenaden und zwei Brunnen erinnert noch an diejenige von 1834. Ansehnliche Details bilden das Schmeller-Denkmal und die Dreifaltigkeitssäule im Platzwinkel vor der Kirche.
Aktennummer: E-3-77-154-1

## Stadtbefestigung
| Lage                                                                                             | Objekt           | Beschreibung | Akten-Nr.     | Bild           |
| ------------------------------------------------------------------------------------------------ | ---------------- | --- | ------------- | -------------- |
| Hochwartstraße 5; Hochwartstraße 7; Hochwartstraße 9; Hochwartstraße 17; Deschplatz 1 (Standort) | Stadtbefestigung | Angelegt im Zuge der Siedlungserweiterung in der 1. Hälfte des 14. Jahrhunderts, im Osten mit Stadtmauer, nach dem Stadtbrand von 1814 geschleift. Erhaltene Teilstücke der Stadtmauer, Bruchsteinmauerwerk, 1. Hälfte 14. Jahrhundert, entlang der Grundstücke Hochwartstraße 5, 7 und 9 weitgehend in das Fundamentmauerwerk jüngerer Bebauung integriert, den umfangreichsten Abschnitt bildet die östliche Umfassungsmauer des Nebengebäudes Hochwartstraße 17. Turm, sogenannter Klettnersturm, verputzter Massivbau aus Granitquadermauerwerk, erste Hälfte 14. Jahrhundert, die beiden oberen Stockwerke mit Zeltdach 1579, Glockentürmchen um 1814 | D-3-77-154-88 | weitere Bilder |

## Baudenkmäler nach Ortsteilen

### Tirschenreuth
| Lage                                                           | Objekt                                                                                       | Beschreibung | Akten-Nr.              | Bild                                                                                         |
| -------------------------------------------------------------- | -------------------------------------------------------------------------------------------- | --- | ---------------------- | -------------------------------------------------------------------------------------------- |
| Bahnhofstraße (Standort)                                       | Ehemaliges Direktions- und Verwaltungsgebäude der Porzellanfabrik Tirschenreuth              | Im Grundriss abgewinkelter, zweigeschossiger Massivbau mit Walmdach, Kniestock, Dreiecksgiebel und Pilastergliederung, die Fenster mit gitterverzierten Brüstungsfeldern, in klassizisierenden Formen, 1922, im südlichen Anschluss an älteres Büro- und Magazingebäude mit Verladehalle und Mustersaal erbaut, zweigeschossiger Massivbau mit Satteldach, 1912, 1922 überformt | D-3-77-154-82          | Ehemaliges Direktions- und Verwaltungsgebäude der Porzellanfabrik Tirschenreuth              |
| Bahnhofstraße 22 (Standort)                                    | Ehemalige Villa des zweiten Direktors der Porzellanfabrik Tirschenreuth                      | Zweigeschossiger, verputzter Massivbau mit Walmdach, Mittelrisalit und einfacher Putzgliederung, im Kern um 1880, Umbau 1912, Anbau eines gartenseitigen Bodenerkers 1937 Mit Einfriedung, Pfeilgitterzaun auf Mauer, wohl um 1912 | D-3-77-154-85          | Ehemalige Villa des zweiten Direktors der Porzellanfabrik Tirschenreuth                      |
| Burgstraße 7 (Standort)                                        | Wohnhaus                                                                                     | Zweigeschossiger, verputzter Massivbau mit Satteldach, granitgerahmter Toreinfahrt und doppelflügeligem Holztor, um 1815 | D-3-77-154-3           | Wohnhaus                                                                                     |
| Burgstraße 17 (Standort)                                       | Wohnhaus                                                                                     | Zweigeschossiger, verputzter Massivbau mit Satteldach und Granitlaibungen, um 1815, Doppelflügeltür 1. Hälfte 19. Jahrhundert | D-3-77-154-86          | Wohnhaus                                                                                     |
| Dammstraße (Standort)                                          | Johannisbrücke                                                                               | Bogenbrücke über den Mühlbach, dreijochig und aus Granitquadern errichtet, 1732, Verbreiterung 1978, auf den Brückenpfeilern Steinfiguren der heiligen Helena und des heiligen Johann Nepomuk, ein Postament bezeichnet mit „1732“, sowie mit vermauerter Spolie von 1571 | D-3-77-154-4           | Johannisbrücke                                                                               |
| Deschplatz (Standort)                                          | Gedenkstein für Kurfürst Friedrich V.                                                        | Granitquader mit Wappenrelief, bezeichnet mit „1619“ | D-3-77-154-103         | Gedenkstein für Kurfürst Friedrich V.                                                        |
| Falkenberger Straße ()                                         | Damm des ehemaligen Unteren Stadtteichs                                                      | Mit Wasserabzug am südlichen Ende, 1217–19; Staatsstraße 2167 nicht nachqualifiziert, im Bayerischen Denkmal-Atlas nicht kartiert | D-3-77-154-102         |                                                                                              |
| Falkenberger Straße (Standort)                                 | Säulenbildstock                                                                              | Mit Dreifaltigkeitsrelief und Figuren der hl. Maria und Johannes, Granit, bezeichnet mit „1739“ | D-3-77-154-87 Wikidata | weitere Bilder                                                                               |
| Falkenberger Straße 14 (Standort)                              | Villa, sogenannte Mayer-Villa                                                                | Zweigeschossiger, verputzter Massivbau über hohem Sockelgeschoss, mit Walmdach, Risalit, gestuftem Giebel, Altanen und Eckerker mit Spitzhelm, reiche Fassadendekoration in Formen der deutschen Neurenaissance und des Jugendstils, um 1900 | D-3-77-154-6           | Villa, sogenannte Mayer-Villa                                                                |
| Franz-Böhm-Gasse 2 (Standort)                                  | Ehemaliges Wohnstallhaus, sogenanntes Matheshaus                                             | Traufständiger Satteldachbau mit Blockbauteilen im Erdgeschoss, Fachwerkobergeschoss und gestuften Giebeln, bezeichnet mit „1797“ | D-3-77-154-7           | Ehemaliges Wohnstallhaus, sogenanntes Matheshaus                                             |
| Franz-Heldmann-Straße 31 (Standort)                            | Kapelle, sogenannte Vorholzkapelle                                                           | Massivbau mit Steildach und einfacher Putzgliederung, im Kern 17./18. Jahrhundert, 1933 (bezeichnet) überformt; mit Ausstattung | D-3-77-154-100         | Kapelle, sogenannte Vorholzkapelle                                                           |
| Friedhofweg (Standort)                                         | Säulenbildstock, sogenannte Eiserne Hand                                                     | Mit kugelbekrönter Laterne, Granit, bezeichnet mit „1696“ | D-3-77-154-46          | Säulenbildstock, sogenannte Eiserne Hand                                                     |
| Friedhofweg 4; Friedhofweg 2; Nähe St.-Peter-Straße (Standort) | Katholische Friedhofskapelle St. Johannes Evangelist                                         | Saalbau, verputzter, dreiseitig geschlossener Massivbau mit Satteldach und Zwiebeldachreiter, bezeichnet mit „1783“; mit Ausstattung Kreuzweg, von Vierpässen gerahmte Blechreliefs, um 1900, integriert in Blendbogenmauer des Friedhofsaufgangs, 2. Hälfte 18. Jahrhundert, südlich angeschlossener, kapellenartiger Bau mit Ölbergszene, 1708 Friedhofsmauer mit vereinzelt eingelassenen Grabsteinen und ädikulaartigem Portal Vereinzelte historische Grabmäler. | D-3-77-154-8           | Katholische Friedhofskapelle St. Johannes Evangelist                                         |
| Hochwartstraße 3 (Standort)                                    | Ehemalige Fronveste, später Waldsassener Kasten und Rentamt                                  | Über spätmittelalterlicher Kelleranlage errichteter zweigeschossiger und verputzter Massivbau mit Walmdach, 16./17. Jahrhundert, Mitte 19. Jahrhundert nach Norden geringfügig verlängert Zugehörige Hofmauer, wohl Mitte 19. Jahrhundert | D-3-77-154-10          | Ehemalige Fronveste, später Waldsassener Kasten und Rentamt                                  |
| Hochwartstraße 6 (Standort)                                    | Wohnhaus                                                                                     | Zweigeschossiger Massivbau mit Satteldach, um 1815, mit neubarocker Putzgliederung und Ladeneinbau in Neurenaissance-Formen, letztes Viertel 19. Jahrhundert | D-3-77-154-89          | BW                                                                                           |
| Hochwartstraße 7 (Standort)                                    | Wohnhaus                                                                                     | Zweigeschossiger, traufständiger und verputzter Massivbau mit stichbogiger Tordurchfahrt und Granitgewänden, um 1815 | D-3-77-154-11          | BW                                                                                           |
| Hochwartstraße 9 (Standort)                                    | Wohnhaus                                                                                     | Zweigeschossiger, traufständiger und verputzter Massivbau mit Satteldach, um 1815 Nebengebäude, eingeschossiger Bruchsteinbau mit Kniestock und Walmdach, wohl 2. Hälfte 19. Jahrhundert | D-3-77-154-12          | BW                                                                                           |
| Hochwartstraße 11 (Standort)                                   | Wohnhaus                                                                                     | Zweigeschossiger, verputzter Massivbau in Ecklage mit einseitigem Halbwalmdach, um 1815 | D-3-77-154-13          | Wohnhaus                                                                                     |
| Hochwartstraße 17 (Standort)                                   | Ehemaliges Ackerbürgeranwesen                                                                | Wohnhaus, zweigeschossiger, traufständiger und verputzter Massivbau mit Satteldach, stichbogiger Toreinfahrt und zweiflügeligem Holztor, um 1815 Nebengebäude, zweigeschossig, um 1815, mit einbezogenem Teil der Stadtmauer, 1. Hälfte 14. Jahrhundert | D-3-77-154-14          | Ehemaliges Ackerbürgeranwesen                                                                |
| Hospitalstraße 1 (Standort)                                    | Ehemaliges Hospital                                                                          | Zweiflügeliger, dreigeschossiger und verputzter Massivbau mit einseitig halb abgewalmtem Satteldach, Zwerchhaus und Putzgliederung, weitgehender Neubau in neubarocken Formen, bezeichnet mit „1905“ Vom Vorgängerbau ehemalige Hauskapelle im Erdgeschoss des Westflügels, wohl 1694 oder früher Eingemauerte Tafel mit Wappen und Inschrift an der Fassade des Westflügels, bezeichnet mit „1694“ Mit gemauertem Hoftor | D-3-77-154-15          | Ehemaliges Hospital                                                                          |
| Hospitalstraße 5 (Standort)                                    | Wohnhaus                                                                                     | Zweigeschossiger, traufständiger und verputzter Massivbau mit Satteldach, um 1815, Doppelflügeltür spätes 19. Jahrhundert | D-3-77-154-17          | Wohnhaus                                                                                     |
| Hospitalstraße 11 (Standort)                                   | Ehemaliges Bäckerhaus                                                                        | Ackerbürgerhaus, zweigeschossiger, verputzter Massivbau in Ecklage mit einseitigem Halbwalmdach, um 1815 | D-3-77-154-99          | Ehemaliges Bäckerhaus                                                                        |
| Johann-Keiner-Weg (Standort)                                   | Ehemaliges Kantinengebäude der Porzellanfabrik Tirschenreuth                                 | Gestreckter, eingeschossiger Massivbau mit Rundbogenfenstern, Sichtziegel-Lisenengliederung und Laternentürmchen sowie Eckpavillons mit Fußwalmdächern, in neubarocken Formen, 1908 Anbau einer Kegelbahn, eingeschossiger Massivbau mit Satteldach, 1914 | D-3-77-154-101         | Ehemaliges Kantinengebäude der Porzellanfabrik Tirschenreuth                                 |
| Kirchplatz 1, 2 (Standort)                                     | Katholische Pfarrkirche Mariä Himmelfahrt                                                    | Dreischiffige Staffelhalle mit eingezogenem Chor, letzterer nach 1475, Turm von Jakob Mair, bezeichnet mit „1487“, Langhaus und Seitenschiffe 1669, südlich an das Langhaus angebaute Gnadenkapelle zur Schmerzhaften Muttergottes mit Pilastergliederung, 1722/23, zweijochige Verlängerung des Langhauses nach Westen durch Philipp Muttone, 1769, Wiederaufbau des Turmes mit Laternenzwiebelhaube und des Dachs nach Stadtbrand von 1814; mit Ausstattung An der südlichen Schrägseite des Chores Ölbergkapelle, kapellenartiger Vorbau, bezeichnet mit „1708“, Gitter von 1678, Steinfiguren der Ölbergszene sowie Figurengruppe auf dem Flachdach bezeichnet mit „1744“ | D-3-77-154-18          | weitere Bilder                                                                               |
| Kirchplatz 3, 4 (Standort)                                     | Katholischer Pfarrhof des ehemaligen Stifts Waldsassen                                       | Pfarrhaus, zweigeschossiger, verputzter Massivbau mit Walmdach, hohem Untergeschoss, einfacher Putzgliederung und südlichem Portal mit Pilastern und Segmentbogengiebel, bezeichnet mit „1720“ (Chronogramm), das nördliche Portal und doppelläufige Freitreppe wohl um 1830; mit Ausstattung Ehemaliger Pfarrstadel, eingeschossiger, verputzter Massivbau mit Satteldach und Fledermausgauben, 18. Jahrhundert Nebengebäude, eingeschossiger, verputzter Massivbau mit Satteldach, frühes 19. Jahrhundert Pfarrhofmauer mit Blendbögen, 18./19. Jahrhundert | D-3-77-154-20          | Katholischer Pfarrhof des ehemaligen Stifts Waldsassen                                       |
| Koloman-Maurer-Straße 1 (Standort)                             | Wohnhaus                                                                                     | Zweigeschossiger und verputzter Massivbau in Ecklage mit Halbwalmdach, um 1815 | D-3-77-154-21          | Wohnhaus                                                                                     |
| Koloman-Maurer-Straße 8 (Standort)                             | Wohnhaus                                                                                     | Zweigeschossiger, verputzter Massivbau in Ecklage mit geohrter Türrahmung, um 1815 | D-3-77-154-22          | Wohnhaus                                                                                     |
| Lindenweg (Standort)                                           | Säulenbildstock                                                                              | Mit kugelbekrönter Laterne, Granit, bezeichnet mit „1693“ | D-3-77-154-24          | BW                                                                                           |
| Luitpoldplatz 7 (Standort)                                     | Ehemaliges Benefiziatenhaus                                                                  | Zweigeschossiger, verputzter Massivbau über hohem Sockelgeschoss mit flachem, geschiefertem Walmdach, Stockwerksgesims und Figurennische, 1855 | D-3-77-154-25          | Ehemaliges Benefiziatenhaus                                                                  |
| Luitpoldplatz 8, Hochwartstraße 1 (Standort)                   | Ehemaliges Kloster der Armen Schulschwestern von Unserer Lieben Frau                         | Dreigeschossiger, verputzter Massivbau mit Walmdach, Steinportal und Putzgliederung, 1853–55 Ehemalige Klosterkirche heilige Kunigund, Saalkirche, verputzter Massivbau mit Satteldach, eingezogenem Rechteckchor und Giebelreiter mit Spitzhelm, neugotisch, 1855–57; mit Ausstattung Zugehöriges Hoftor, wohl um 1855 | D-3-77-154-9           | weitere Bilder                                                                               |
| Mähringer Straße 1 (Standort)                                  | Gasthof                                                                                      | Dreigeschossiger, verputzter Massivbau mit Halbwalmdach und Putzgliederung in Formen der Neurenaissance, um 1880 aufgestockt, im Kern älter | D-3-77-154-26          | Gasthof                                                                                      |
| Mähringer Straße 9 (Standort)                                  | Ehemalige Luitpold-Schule, jetzt Amtsgebäude III des Landratsamtes                           | Baukomplex dreigeschossiger, verputzter Massivbauten in historisierenden Formen, Kopfbau mit Halbwalmdach und reliefverziertem Eckerker, angeschlossen L-förmiger Flügelbau mit Uhrturm, Bauplastik und Glasgemälde, 1909–11 | D-3-77-154-27          | Ehemalige Luitpold-Schule, jetzt Amtsgebäude III des Landratsamtes                           |
| Mähringer Straße 12 (Standort)                                 | Ehemaliger Ökonomiehof des Klosters Waldsassen, sogenannter Fischhof, jetzt Amtsgericht      | Ehemaliger Ökonomiebau (Südflügel), zweigeschossiger Massivbau mit Steildach, einfacher Putzgliederung und Fledermausgauben, um 1680–1713, Umbauten 1883, 1903/04 sowie um 1950 Zweiflügeliges Wohngebäude (Nord- und Ostflügel), zweigeschossiger Massivbau mit nach Westen abgewalmtem Satteldach und einfacher Putzgliederung, „1710–13“ (bezeichnet) Hauskapelle in Form eines ausspringenden Rundturmes, zweigeschossiger, verputzter Massivbau mit Laternenhaube und einfacher Putzgliederung, 1715; mit Ausstattung Stadel (nordöstlich), verputzter Massivbau mit Satteldach, wohl zweite Hälfte 19. Jahrhundert Einfriedung, Garten- sowie Hofmauer mit Rundbogenportal und Pilastergliederung, wohl um 1713 Zehnjochige Bogenbrücke aus Granitquadern mit Wappenkartusche, von Philipp Muttone, 1748–50, Laternenkandelaber und Brückenfiguren frühes 20. Jahrhundert | D-3-77-154-28          | weitere Bilder                                                                               |
| Maximilianplatz (Standort)                                     | Pestvotivsäule, sogenannte Dreifaltigkeitssäule                                              | Dreiteiliger Aufbau mit figürlichen Darstellungen der Trinität, Maria Immaculata sowie der heiligen Franziskus und Johann Nepomuk auf Postament, Granit, Mitte 18. Jahrhundert | D-3-77-154-19          | Pestvotivsäule, sogenannte Dreifaltigkeitssäule                                              |
| Maximilianplatz (Standort)                                     | Denkmal des Germanisten und bayerischen Sprachforschers Johann Andreas Schmeller (1785–1852) | Bronzebüste auf hohem Postament, von Anton Hess (München), bezeichnet mit „1891“ | D-3-77-154-36          | Denkmal des Germanisten und bayerischen Sprachforschers Johann Andreas Schmeller (1785–1852) |
| Maximilianplatz 8 (Standort)                                   | Wohnhaus                                                                                     | Zweigeschossiger, traufständiger und verputzter Massivbau mit Satteldach, granitgerahmter Toreinfahrt und zweiflügeligem Strahlentor, um 1815, im Kern 17./18. Jahrhundert | D-3-77-154-30          | BW                                                                                           |
| Maximilianplatz 28 (Standort)                                  | Ehemalige Posthalterei, jetzt Wohn- und Geschäftshaus                                        | Dreigeschossiger Massivbau in Ecklage mit Walmdach, im Kern 16. Jahrhundert, an granitgerahmter Toreinfahrt bezeichnet mit „1815“, Hotelumbau mit einfacher Putzgliederung in Formen der Neurenaissance und rekonstruierenden, helmbekrönten Dachgauben, um 1900, nach Brand 1989 Wiederaufbau | D-3-77-154-31          | Ehemalige Posthalterei, jetzt Wohn- und Geschäftshaus                                        |
| Maximilianplatz 31 (Standort)                                  | Steinernes Torgewände                                                                        | Granit, bezeichnet mit „1815“ | D-3-77-154-33          | BW                                                                                           |
| Maximilianplatz 33 (Standort)                                  | Ehemaliges Ackerbürgerhaus                                                                   | Wohnhaus, zweigeschossiger, traufständiger und verputzter Massivbau mit Satteldach, Toreinfahrt, zweiflügeligem Tor und ornamentierten Fensterläden, im Kern 16. Jahrhundert, Umgestaltungen im 17./18. Jahrhundert und 1815 Westliches Nebengebäude, sogenanntes Gesindehaus, dreigeschossig und mit Laubengängen, im Kern wohl 17. Jahrhundert | D-3-77-154-34          | BW                                                                                           |
| Maximilianplatz 33 a (Standort)                                | Wohnhaus                                                                                     | Zweigeschossiger, verputzter Massivbau in Ecklage mit Krüppelwalmdach, um 1815, im Kern wohl 17./18. Jahrhundert | D-3-77-154-1           | BW                                                                                           |
| Maximilianplatz 35 (Standort)                                  | Rathaus                                                                                      | Dreigeschossiger, traufständiger und verputzter Massivbau mit zweigeschossigem Erker, Rundbogenportal und Fassadendekoration mit Wappenreliefs in Formen der Renaissance, im Kern „1583“ (bezeichnet), mehrfach überformt sowie wiederauf- und umgebaut mit Halbwalmdach nach Stadtbrand von 1814 | D-3-77-154-35          | weitere Bilder                                                                               |
| Mezgerstraße 19; Paul-Straub-Straße 16 (Standort)              | Ehemalige Industriellenvilla, sogenannte Mezgervilla                                         | Wohnhaus, zweigeschossiger, verputzter Massivbau mit Mansardwalmdach, asymmetrischen Risalitbauten, Vorhallen und Putzbänderung, in modern-historisierender Formensprache Ehemaliges Bedienstetenhaus, zweigeschossiger, verputzter Massivbau mit Walmdach, Eckerker, Zwerchgiebel und holzverschaltem Remisenanbau Park im englischen Stil Südliche Einfriedungsmauer aus Granitquadern mit Eingangstor, in neubarocken Formen; 1912 | D-3-77-154-81          | Ehemalige Industriellenvilla, sogenannte Mezgervilla                                         |
| Mitterteicher Straße 16 (Standort)                             | Fabrikantenvilla                                                                             | zweigeschossiger längsrechteckiger Satteldachbau zu sieben Achsen mit dreiachsigem Mittelrisalit, an der nordöstlichen Giebelfassade zweigeschossiger Wintergarten, 1889 von Karl Fischer, Leipzig; mit Ausstattung | D-3-77-154-108         | BW                                                                                           |
| Murschrottplatz (Standort)                                     | Sogenannte Murschrott-Brunnenkapelle                                                         | Verputzter Massivbau mit Zeltdach, rundbogig geöffnet mit Abstieg zur Quelle, frühes 20. Jahrhundert; mit Ausstattung | D-3-77-154-37          | Sogenannte Murschrott-Brunnenkapelle                                                         |
| Regensburger Straße 35 (Standort)                              | Wohnhaus                                                                                     | Eingeschossiger, traufständiger und verputzter Massivbau mit Satteldach, 18./19. Jahrhundert | D-3-77-154-38          | Wohnhaus                                                                                     |
| Regensburger Straße 37 (Standort)                              | Wohnhaus                                                                                     | Eingeschossiger, traufständiger und verputzter Massivbau mit Satteldach, 18./19. Jahrhundert | D-3-77-154-39          | Wohnhaus                                                                                     |
| Regensburger Straße 39 (Standort)                              | Wohnhaus                                                                                     | Eingeschossiger, traufständiger und verputzter Massivbau mit Satteldach, 18./19. Jahrhundert | D-3-77-154-40          | BW                                                                                           |
| Regensburger Straße 41 (Standort)                              | Wohnhaus                                                                                     | Eingeschossiger, traufständiger und verputzter Massivbau mit Satteldach, 18./19. Jahrhundert | D-3-77-154-41          | BW                                                                                           |
| Rothenbürger Straße 24 (Standort)                              | Wegkapelle                                                                                   | Verputzter Massivbau mit Satteldach und gestuftem, von Steinkreuz bekröntem Giebel, neugotisch, drittes Viertel 19. Jahrhundert; mit Ausstattung | D-3-77-154-23          | Wegkapelle                                                                                   |
| St.-Peter-Straße (Standort)                                    | Katholische Kirche St. Peter                                                                 | Saalbau, verputzter Massivbau mit einseitig abgewalmtem Satteldach, im Kern erste Hälfte 13. Jahrhundert, gerade geschlossener Chor und Spitzbogenportal in der Langhaussüdwand spätmittelalterlich, um 1720 Erweiterung nach Westen und Anbau der Sakristei; mit Ausstattung Kirchhofmauer, Bruchsteinmauerwerk, im Süden mit integriertem Rundbogenportal | D-3-77-154-45          | weitere Bilder                                                                               |
| St.-Peter-Straße 38 (Standort)                                 | Dreifaltigkeits-Seminarkirche der Steyler Missionare von St. Peter                           | Sechseckiger Zentralbau mit Zeltdach, Eisenbetonbinder-Konstruktion mit durch Steinversatz ornamental verzierten Ziegel- und farbigen Betonglaswänden, nach Norden erdgeschossige Kapellenreihe, 1961–63 von Hans Beckers; mit Ausstattung | D-3-77-154-91          | Dreifaltigkeits-Seminarkirche der Steyler Missionare von St. Peter                           |
| Schmellerstraße (Standort)                                     | Stadel                                                                                       | Zweigeschossiger, traufständiger und verputzter Bruchsteinbau mit Satteldach, stichbogiger Toreinfahrt und Granitfaschen, um 1815; ehemals zu Maximilianplatz 33 gehörig | D-3-77-154-92          | Stadel                                                                                       |
| Schmellerstraße 2 (Standort)                                   | Gasthof und Wohnhaus                                                                         | Zweigeschossiger, verputzter Massivbau mit Satteldach und Rundbogeneingang, im Kern 17./18. Jahrhundert, der nördliche Teil des Gebäudes mit Stall sowie Fachwerkobergeschoss und -giebel, um 1815 | D-3-77-154-47          | Gasthof und Wohnhaus                                                                         |
| Schmellerstraße 7 (Standort)                                   | Wohnhaus                                                                                     | Zweigeschossiger, traufständiger und verputzter Massivbau mit Satteldach, steinernem Portal und mehrgeschossiger Kelleranlage, um 1815 | D-3-77-154-48          | Wohnhaus                                                                                     |
| Schmellerstraße 10 (Standort)                                  | Wohnhaus                                                                                     | Zweigeschossiger, verputzter Massivbau mit Halbwalmdach und Türrahmung mit Oberlicht aus Granit, zweites Viertel 19. Jahrhundert | D-3-77-154-49          | Wohnhaus                                                                                     |
| Schmellerstraße 38 (Standort)                                  | Wohnhaus                                                                                     | Zweigeschossiger, verputzter Massivbau mit Satteldach und Granitlaibungen, um 1815, Doppelflügeltür um 1890 | D-3-77-154-93          | Wohnhaus                                                                                     |
| Schmellerstraße 54 (Standort)                                  | Ehemaliges Wirtshaus                                                                         | Zweigeschossiger, verputzter Massivbau mit Halbwalmdach in Ecklage, im Kern um 1815, im späten 19. Jahrhundert mit zweigeschossigem westlichen Anbau erneuert | D-3-77-154-90          | Ehemaliges Wirtshaus                                                                         |

### Brunn
| Lage                                                  | Objekt    | Beschreibung                                                                                             | Akten-Nr.     | Bild |
| ----------------------------------------------------- | --------- | --- | ------------- | ---- |
| Birket, am Waldrand in der Flur Bäumelbühl (Standort) | Bildstock | Rustizierter Granitpfeiler mit Laterne, am Sockel bezeichnet mit „1696“, am Schaft bezeichnet mit „1848“ | D-3-77-154-95 | BW   |

### Hendlmühle
| Lage                                       | Objekt       | Beschreibung                                                 | Akten-Nr.     | Bild |
| ------------------------------------------ | ------------ | ------------------------------------------------------------ | ------------- | ---- |
| Bothenberg, am Weg nach Wondreb (Standort) | Totenbretter | Mit Gedenkinschriften für Privatiers der Hendlmühle, 1915–39 | D-3-77-154-96 | BW   |

### Höfen
| Lage                                       | Objekt     | Beschreibung | Akten-Nr.     | Bild |
| ------------------------------------------ | ---------- | --- | ------------- | ---- |
| Am Holz, am Weg nach Großensees (Standort) | Feldkreuz  | Granit, 18. Jahrhundert oder älter | D-3-77-154-50 | BW   |
| In Höfen (Standort)                        | Wegkapelle | Verputzter Massivbau mit Satteldach und Pilastergliederung, 1890, unter Verwendung von Teilen des barocken Vorgängerbaus; mit Ausstattung | D-3-77-154-51 | BW   |

### Hohenwald
| Lage                                               | Objekt             | Beschreibung | Akten-Nr.     | Bild |
| -------------------------------------------------- | ------------------ | --- | ------------- | ---- |
| Schwingenweg, südlich von Hohenwald (Standort)     | Feldkreuz          | Granit, wohl 17. Jahrhundert                                                                                               | D-3-77-154-56 | BW   |
| Hohenwald 8 (Standort)                             | Ortskapelle        | Verputzter Massivbau mit Satteldach und Sgraffito-Dekoration, 19./20. Jahrhundert; mit Ausstattung                         | D-3-77-154-52 | BW   |
| Hohenwald 16 (Standort)                            | Ehemaliges Hüthaus | Eingeschossiges Wohnstallhaus, verputzter Massivbau mit Satteldach und holzverschaltem Giebel, innen bezeichnet mit „1776“ | D-3-77-154-94 | BW   |
| Zwischenwegäcker, südlich von Hohenwald (Standort) | Feldkapelle        | Verputzter Massivbau mit Satteldach, bezeichnet mit „1880“; mit Ausstattung                                                | D-3-77-154-53 | BW   |

### Kleinklenau
| Lage                                                     | Objekt                                     | Beschreibung                                                                                                 | Akten-Nr.     | Bild           |
| -------------------------------------------------------- | ------------------------------------------ | --- | ------------- | -------------- |
| Bei der weißen Marter, am Weg nach Wondreb (Standort)    | Feldkreuz                                  | Gusseisen, spätes 19. Jahrhundert, auf Granitsockel eines ehemaligen Säulenbildstocks, bezeichnet mit „1696“ | D-3-77-154-58 | BW             |
| Kleinklenau 7 (Standort)                                 | Wohnstallhaus eines Dreiseithofes          | Eingeschossiger, verputzter Massivbau mit Schleppdach und Dachreiter, erste Hälfte 19. Jahrhundert           | D-3-77-154-97 | BW             |
| Lange Äcker, an der Straße nach Tirschenreuth (Standort) | Säulenbildstock mit kugelbekrönter Laterne | Granit, bezeichnet mit „1698“ Totenbretter, 1922–26; den Bildstock flankierend                               | D-3-77-154-57 | BW             |
| Kleinklenau 4, Steinpoint (Standort)                     | Kapelle                                    | Verputzter Massivbau mit Satteldach, 1905; mit Ausstattung                                                   | D-3-77-154-60 | weitere Bilder |

### Lengenfeld bei Tirschenreuth
| Lage                                            | Objekt                                     | Beschreibung                   | Akten-Nr.     | Bild |
| ----------------------------------------------- | ------------------------------------------ | ------------------------------ | ------------- | ---- |
| Point, an der Straße nach Rothenbürg (Standort) | Säulenbildstock mit kugelbekrönter Laterne | Granit, frühes 18. Jahrhundert | D-3-77-154-61 | BW   |

### Lodermühl
| Lage                                    | Objekt          | Beschreibung                                                                  | Akten-Nr.     | Bild |
| --------------------------------------- | --------------- | ----------------------------------------------------------------------------- | ------------- | ---- |
| Beim Steinteich; Lodermühl 2 (Standort) | Säulenbildstock | Mit Dreifaltigkeitsdarstellung und Kruzifixus, Granit, frühes 18. Jahrhundert | D-3-77-154-98 | BW   |
| an der Staatsstraße St 2173 ()          | Säulenbildstock | mit kugelbekrönter Laterne, Granit, bezeichnet mit "1696"                     | D-3-77-154-62 |      |

### Marchaney
| Lage                   | Objekt                               | Beschreibung | Akten-Nr.     | Bild           |
| ---------------------- | ------------------------------------ | --- | ------------- | -------------- |
| Marchaney 1 (Standort) | Katholische Kirche St. Jacobus Maior | Zentralbau auf vierpassförmigem Grundriss, verputzter Massivbau mit Zwiebeldachreiter, Laterne mit Kuppeldach, Schweifgiebel, Pilastergliederung und Granitportal, der Chor um ein querrechteckiges Joch verlängert, daran angeschlossen die Sakristei, wohl von Philipp Muttone, 1733; mit Ausstattung | D-3-77-154-63 | weitere Bilder |

### Pilmersreuth am Wald
| Lage               | Objekt      | Beschreibung                                 | Akten-Nr.     | Bild        |
| ------------------ | ----------- | -------------------------------------------- | ------------- | ----------- |
| Am Bühl (Standort) | Feldkapelle | Verputzter Massivbau mit Satteldach, um 1890 | D-3-77-154-64 | Feldkapelle |

### Rosall
| Lage                             | Objekt                             | Beschreibung                                               | Akten-Nr.     | Bild |
| -------------------------------- | ---------------------------------- | ---------------------------------------------------------- | ------------- | ---- |
| In Rosall (Standort)             | Kapelle, sogenannte Bächer-Kapelle | Verputzter Massivbau mit Satteldach, 1884; mit Ausstattung | D-3-77-154-65 | BW   |
| Am Weg zur Hendlmühle (Standort) | Steinkreuz mit eingeritzter Figur  | 18. Jahrhundert oder älter                                 | D-3-77-154-66 | BW   |

### Sägmühle
| Lage                    | Objekt                                 | Beschreibung                                                                                                  | Akten-Nr.     | Bild                                   |
| ----------------------- | -------------------------------------- | --- | ------------- | -------------------------------------- |
| Kleine Zelch (Standort) | Feldkapelle, sogenannte Sägmühlkapelle | Verputzter Massivbau mit Satteldach und Pilastergliederung, bezeichnet mit „1739“ und „1904“; mit Ausstattung | D-3-77-154-67 | Feldkapelle, sogenannte Sägmühlkapelle |

### Wondreb
| Lage                                                  | Objekt                                                                                 | Beschreibung | Akten-Nr.     | Bild                                                                                   |
| ----------------------------------------------------- | -------------------------------------------------------------------------------------- | --- | ------------- | -------------------------------------------------------------------------------------- |
| Fichtele, an der Straße nach Neualbenreuth (Standort) | Hölzerner Säulenbildstock, sogenannte Rote Marter                                      | Bezeichnet mit „1826“, wohl erneuert | D-3-77-154-75 | Hölzerner Säulenbildstock, sogenannte Rote Marter                                      |
| Kirchstraße 10 (Standort)                             | Katholische Pfarrkirche Mariä Himmelfahrt                                              | Wandpfeilerkirche, verputzter Massivbau mit Satteldach, leicht vorspringendem Querhaus, eingezogenem Rechteckchor, Chorflankenturm mit Laternenzwiebelhaube sowie südlich angebauter Sakristei, im Kern um 1200, im 13. und 14. Jahrhundert erneuert, Teilerneuerung um 1577–83, Umbau und Erweiterung durch Philipp Mühlmayer 1713; mit Ausstattung Friedhofskapelle, sog. Totentanzkapelle, verputzter Massivbau mit schindelgedecktem Satteldach und Zwiebeldachreiter, 1669, südlich angebaute Aussegnungshalle frühes 20. Jahrhundert; mit Ausstattung Friedhofummauerung mit südlichem Portal, wohl 18. Jahrhundert, teilweise erneuert | D-3-77-154-69 | weitere Bilder                                                                         |
| Kirchstraße 12; Nähe Kirchstraße (Standort)           | Katholischer Pfarrhof, Vierflügelanlage, ehemaliger Sommersitz des Klosters Waldsassen | Pfarrhaus (Südflügel), zweigeschossiger Massivbau mit Walmdach, geohrten Granitlaibungen, Tordurchfahrt, Putzgliederung sowie hofseitigem Portal, bezeichnet mit „1694“, Umbau 1726 wohl von Philipp Muttone; mit Ausstattung Ehemaliges Ökonomiegebäude (Ost- und Westflügel), zweigeschossige, verputzte Massivbauten über Kellergeschoss, der Westflügel mit Stallung und Durchfahrt, 18. Jahrhundert Gartenmauer, 18. Jahrhundert; romanischer Taufstein im Garten vor dem Südflügel | D-3-77-154-70 | Katholischer Pfarrhof, Vierflügelanlage, ehemaliger Sommersitz des Klosters Waldsassen |
| Kirchstraße 16; in Wondreb (Standort)                 | Ehemaliges Schulhaus                                                                   | Zweigeschossiger Satteldachbau mit Fachwerk im Obergeschoss und in den verschalten Giebeln, 1747 Nebengebäude, eingeschossiger, verputzter Massivbau mit Satteldach und verschaltem, vorkragendem Giebel, vor 1840 | D-3-77-154-71 | Ehemaliges Schulhaus                                                                   |
| Nähe Tirschenreuther Straße (Standort)                | Kapelle, sogenannte Pfarrkapelle                                                       | Verputzter Massivbau mit Satteldach und Pilastergliederung, frühes 20. Jahrhundert; mit Ausstattung | D-3-77-154-74 | Kapelle, sogenannte Pfarrkapelle                                                       |
| Pilmersreuther Straße 8 (Standort)                    | Ehemaliges Totengräberhaus                                                             | Eingeschossiger Blockbau mit Satteldach, 17./18. Jahrhundert | D-3-77-154-73 | Ehemaliges Totengräberhaus                                                             |
| Marterweg; Pfarrfelder, am Weg nach Klenau (Standort) | Steinkreuz                                                                             | Granit | D-3-77-154-76 | BW                                                                                     |

### Wondrebhammer
| Lage                                               | Objekt                            | Beschreibung                                                                        | Akten-Nr.     | Bild |
| -------------------------------------------------- | --------------------------------- | ----------------------------------------------------------------------------------- | ------------- | ---- |
| Wondrebhammer 1 (Standort)                         | Ehemaliges Hammerherrenhaus       | Zweigeschossiger, verputzter Massivbau mit Halbwalmdach und Sohlbankgesims, 1838/40 | D-3-77-154-77 | BW   |
| Wondrebhammerweg; an der Wondreb-Brücke (Standort) | Steinfigur des hl. Johann Nepomuk | Auf Postament, bezeichnet mit „1803“                                                | D-3-77-154-78 | BW   |

### Ziegelhütte
| Lage                    | Objekt     | Beschreibung                                                         | Akten-Nr.     | Bild |
| ----------------------- | ---------- | -------------------------------------------------------------------- | ------------- | ---- |
| Kleine Zelch (Standort) | Steinkreuz | 18. Jahrhundert oder älter; am Beierlbühl, zugehörig zu Haus Nr. 3 a | D-3-77-154-79 | BW   |

## Ehemalige Baudenkmäler
In diesem Abschnitt sind Objekte aufgeführt, die früher einmal in der Denkmalliste eingetragen waren, jetzt aber nicht mehr. Objekte, die in anderem Zusammenhang also z. B. als Teil eines Baudenkmals weiter eingetragen sind, sollen hier nicht aufgeführt werden. Aktennummern in diesem Abschnitt sind ehemalige, jetzt nicht mehr gültige Aktennummern.

| Lage                                                                               | Objekt                | Beschreibung                                                            | Akten-Nr.     | Bild |
| ---------------------------------------------------------------------------------- | --------------------- | ----------------------------------------------------------------------- | ------------- | --- |
| Tirschenreuth Koloman-Maurer-Straße 6 (zwischen Hospitalstraße 2 und 4) (Standort) | Gartenmauer           | Mit vier von Pinienzapfen bekrönten Steinpfosten, wohl um 1815          | D-3-77-154-16 | [[Vorlage:Bilderwunsch/code!/C:49.8796402,12.3376358!/D:Koloman-Maurer-Straße 6 (zwischen Hospitalstraße 2 und 4), Gartenmauer!/\|BW]] |
| Tirschenreuth Maximilianplatz 30 (Standort)                                        | Steinernes Torgewände | Mit von Pinienzapfen bekrönten Pilastern, Granit, bezeichnet mit „1815“ | D-3-77-154-32 | BW |
| Kleinklenau An der Straße nach Tirschenreuth ()                                    | Totenbretter          | 1922–26                                                                 | D-3-77-154-59 | |
| Tröglersreuth Nähe Tröglersreuth (Standort)                                        | Kleinhaus             | Über hohem Kellergeschoss, 18./19. Jahrhundert                          | D-3-77-154-68 | BW |

## Abgegangene Baudenkmäler
In diesem Abschnitt sind Objekte aufgeführt, die früher einmal in der Denkmalliste eingetragen waren, jetzt aber nicht mehr existieren, z. B. weil sie abgebrochen wurden. Aktennummern in diesem Abschnitt sind ehemalige, jetzt nicht mehr gültige Aktennummern.

| Lage                                       | Objekt                   | Beschreibung                                                                                              | Akten-Nr.     | Bild                     |
| ------------------------------------------ | ------------------------ | --- | ------------- | ------------------------ |
| Wondreb Pilmersreuther Straße 9 (Standort) | Ehemaliges Wohnstallhaus | Eingeschossiger Massivbau mit Blockbauteilen, Schleppdach und holzverschaltem Giebel, 17./18. Jahrhundert | D-3-77-154-72 | Ehemaliges Wohnstallhaus |